# Christopher Cherney
Christopher „Chris“ Cherney (* 31. Januar 1953; † 26. November 2020) war ein US-amerikanischer Theater- und Studiomusiker (Piano, Komposition, Arrangement).

## Leben und Wirken
Cherney war 45 Jahre lang in New York City als Musiker, vor allem Komponist, und Musikpädagoge tätig.
Seine Beherrschung verschiedener Stilrichtungen ermöglichte es ihm, mit Musikern und Bands wie The Drifters, Bo Diddley und Chuck Berry bis zum Duke Ellington Orchestra, Britt Woodman und Milt Hinton in Veranstaltungsorten von Opryland bis zur Carnegie Hall aufzutreten. Er erhielt ein Stipendium der National Endowment for the Arts. The New York Times nannte seine Arbeit „kraftvoll, rhythmisch und kaleidoskopisch“. Als Komponist und Arrangeur arbeitete er u. a. für Jocko Marcellino („You Win Some, You Lose Some“, 1975) und für die Sängerin Darby Williams (Me, 2016).
Cherney komponierte ab den 1980er-Jahren Musik für Musiktheaterstücke wie Don’t Worry, We’re All Gonna Be Rich (1993), The Eagle in the Bubble („Mr. Schubert“),, Soho Rep, Squeegee und Walking Off the Roof (1999). Als musikalischer Leiter war er außerdem für die beiden Off-Off-Broadway-Produktionen Homecoming (1986) und Man of Wax (1985) verantwortlich.
Neben seiner Privatpraxis unterrichtete Cherney auch am City College of New York, dem Brooklyn Conservatory, im öffentlichen Schulsystem der Stadt und zuletzt am Open Center, wo er Klangheilungsworkshops initiierte und leitete. Im Bereich des Jazz war er laut Tom Lord 1994 und 2003 an zwei Aufnahmesessions beteiligt, mit den Sängerinnen Cleve Douglass (Life on Duke Ellington Boulevard) und mit Darby Dizard (Down for You, u. a. mit Patience Higgins, Cyro Baptista).